# Quận Mono, California
Quận Mono là một quận trong tiểu bang California, Hoa Kỳ. Quận lỵ đóng tại thành phố Bridgeport2. Theo Cục điều tra dân số Hoa Kỳ, dân số năm 2000 của quận này là 12.853 người 2.

## Thông tin nhân khẩu
Theo điều tra dân số2 năm 2000, quận đã có dân số 12.853 người, 5.137 hộ, và 3.143 gia đình sống trong quận. Mật độ dân số là 4 người trên mỗi dặm vuông (1,5 / km 2). Có 11.757 đơn vị nhà ở với mật độ trung bình là 4/sq mi (1,5 / km 2). Cơ cấu dân tộc dân cư quận gồm 84,17% người da trắng, 0,47% da đen hay Mỹ gốc Phi, 2,40% người Mỹ bản xứ, 1,11% người châu Á, 0,09% người đảo Thái Bình Dương, 9,51% từ các chủng tộc khác, và 2,25% từ hai hoặc nhiều chủng tộc. 17,69% dân số là người Hispanic hay Latino thuộc chủng tộc nào. 13,4% là của Đức, Ailen và 12,6% 11,4% tiếng Anh tổ tiên theo điều tra dân số năm 2000. 84,0% nói tiếng Anh và tiếng Tây Ban Nha 15,1% là ngôn ngữ đầu tiên của họ.
Có 5.137 hộ, trong đó 28,7% có trẻ em dưới 18 tuổi sống chung với họ, 50,6% là đôi vợ chồng sống với nhau, 6,5% có chủ hộ là nữ không có mặt chồng, và 38,8% đã không có gia đình. 26,6% các hộ gia đình đã được tạo thành từ các cá nhân và 4,3% có người sống một mình 65 tuổi trở lên đã được người. Bình quân mỗi hộ là 2,43 và cỡ gia đình trung bình là 2,98.
Cơ cấu tuổi dân cư quận này với 23,0% ở độ tuổi dưới 18, 10,3% 18-24, 33,4% 25-44, 25,6% 45-64, và 7,6% 65 tuổi trở lên. Tuổi trung bình là 36 năm. Cứ mỗi 100 nữ có 121,8 nam giới. Cứ mỗi 100 nữ 18 tuổi trở lên, đã có 126,8 nam giới.
Thu nhập trung bình cho một hộ gia đình trong quận đã được $ 44.992, và thu nhập trung bình cho một gia đình là $ 50.487. Nam giới có thu nhập trung bình $ 32.600 so với 26.227 $ cho phái nữ. Thu nhập trên đầu cho các quận được $ 23,422. Giới 6,30% gia đình và 11,50% dân số sống dưới mức nghèo khổ, trong đó có 12,20% những người dưới 18 tuổi và 1,90% có độ tuổi từ 65 trở lên.